# Штефанич Дмитро Андрійович
Дмитро Андрійович Штефанич (нар. 20 квітня 1947,  с. Веренчанка, Заставнівський район, Чернівецька область) — український вчений-маркетолог,  доктор економічних наук, член-кореспондент академії інженерних наук України.  Професор кафедри міжнародного менеджменту та маркетингу Тернопільського національного економічного університету.

## Життєпис
Народився 20 квітня 1947 року в селі Веренчанка Заставнівського району Чернівецької області
1965 року закінчив Київський інститут народного господарства.
У 1971 році здобув ступінь кандидата наук, захистивши дисертацію на тему "Ефективність використання виробничих потужностей (на прикладі цегельних заводів БРСР)".
У 1988 захистив докторську дисертацію на тему "Вдосконалення планування, оцінки і стимулювання ефективності використання виробничого потенціалу".